# Otrera
Otrera u Otrere (Ὀτρήρη; Otrērē), también llamada Hipo (Ἱππώ; Hippō, «yegua»), es, según la mitología griega, una de las reinas de las amazonas y especialmente recordada por construir el Templo de Artemisa de Éfeso, una de las siete maravillas del mundo antiguo.  El nombre de Otrera pertenece a la mitografía tardía. Algunos dicen que Otrera era hija de Ares  y conjeturalmente de la ninfa Harmonía,  pero la versión más común la imagina no como hija sino como esposa de Ares  y madre, por él, de dos hijas también amazonas: Hipólita  y Pentesilea. Antíope, Melanipa, Hipólita y Pentesilea son llamadas hermanas. Apolonio de Rodas escribe que las tres ciudades de las amazonas se encuentran en la llanura de Deante. También menciona un templo de Ares, construido por las reinas amazonas Otrera y Antíope, en una isla desierta llena de aves rapaces. Tzetzes cree que Otrera sería simplemente otro nombre de Pentesilea.
Otrera fundó numerosas ciudades en Asia Menor como Esmirna, Éfeso, Cirene o Mirina. En Éfeso levantó junto a un haya, la estatua de la diosa Artemisa que, más tarde, ocuparía el altar mayor del Templo de Artemisa. Junto a su hija Antíope elevó numerosos templos a Ares. Creó numerosos rituales en torno a la estatua de la diosa de la caza, consistiendo en bailar en círculo una danza de guerra utilizando escudos al ritmo de caramillos. Sin embargo, perdió el favor de Artemisa de por vida cuando no quiso participar en uno de los rituales, llorando amargamente.[cita requerida]